# غاودانة با (مقاطعة دلفان)
غاودانة با (بالفارسية: گاودانه پا) هي قرية تقع في قسم ايتيوند الجنوبي الريفي (مقاطعة دلفان) في إيران. يقدر عدد سكانها بـ 26 نسمة بحسب إحصاء 2016.